# James Flood
James Flood (New York, 31 luglio 1895 – Hollywood, 4 febbraio 1953) è stato un regista statunitense soprannominato familiarmente Jimmy.

## Biografia
Nato nel 1895, esordì nel cinema a 25 anni come aiuto regista di Clarence G. Badger in un film della Goldwyn Pictures Corporation. Passa alla regia nel 1923, con Times Have Changed, un film prodotto dalla Fox Film Corporation. Per la First National, gira nel 1927 Il manto di ermellino, la prima versione cinematografica dell'operetta Die Frau im Hermelin di Ernst Welisch e Rudolph Schanzer, grande successo a Broadway nella versione musical del 1922.
Gira nella sua carriera, che dura fino al 1952, 36 film compresi anche due episodi televisivi.
Muore nel 1953 a Hollywood all'età di 57 anni.

## Filmografia

### Regista
- Times Have Changed  (1923)
- When Odds Are Even  (1923)
- The Tenth Woman  (1924)
- The Man Without a Conscience (1925)
- The Woman Hater  (1925)
- Uragano di fuoco (The Wife Who Wasn't Wanted)  (1925)
- Satana in pelliccia (Satan in Sables)  (1925)
- Why Girls Leave Home  (1926)
- Non si scherza con l'amore (Why Girls Go Back Home)  (1926)
- Morte al volante (The Honeymoon Express) (1926)
- Il manto di ermellino (The Lady in Ermine)   (1927)
- La donna incontrata di notte (Three Hours)   (1927)
- The Count of Ten  (1928)
- Domestic Meddlers  (1928)
- Fantasia nuziale (Marriage by Contract)  (1928)
- L'ultimo Faust (Midstream)  (1929)
- Whispering Winds  (1929)
- Mister Antonio  (1929)
- The Swellhead (1930)
- Sisters (1930)
- The She-Wolf  (1931)
- The Mouthpiece, co-regia di Elliott Nugent  (1932)
- L'angelo della vita (Life Begins), co-regia di Elliott Nugent  (1932)
- Under-Cover Man (1932)
- All of Me  (1934)
- Such Women Are Dangerous  (1934)
- Ali nel buio (Wings in the Dark) (1935)
- Shanghai (1935)
- We're Only Human  (1935)
- Everybody's Old Man  (1936)
- Lonely Road (o Scotland Yard Commands) (1936)
- Midnight Madonna (1937)
- Off the Record (1939)
- The Big Fix  (1947)
- Stepchild (1947)

### Aiuto regia
- Guile of Women di Clarence G. Badger (1920)
- Look Your Best di Rupert Hughes (1923)
- Matrimonio in quattro (The Marriage Circle) di Ernst Lubitsch (1924)
- Tre donne (Three Women) di Ernst Lubitsch (1924)